# 劳姆巴赫
劳姆巴赫是德国莱茵兰-普法尔茨州的一个市镇。总面积4.42平方公里，总人口403人，其中男性200人，女性203人（2011年12月31日），人口密度91人/平方公里。